# فيليبالد ناغل
فيليبالد ناغل (بالألمانية: Willibald Nagel )‏ (و. 1870 – 1911 م) هو عالم وظائف الأعضاء، وأستاذ جامعي ألماني، ولد في توبينغن، توفي في روستوك، عن عمر يناهز 41 عاماً.